# Guslar
Guslar (Гуслар no alfabeto cirílico), é uma aldeia do município de Tervel, na província de Dobrich, no nordeste da Bulgária. 
Em 2007, possuía uma população de 26 habitantes e uma área de 14,686 km², localizando-se a 358 quilômetros de Sófia, capital da Bulgária. Encontra-se na faixa de 100 a 200 metros acima do nível do mar e possui uma densidade populacional de 1,77 habitantes por quilômetro quadrado.